# Julia (Muppet)
Julia is een personage uit de Amerikaanse kinderprogramma Sesame Street. Het is een vierjarig meisje met autisme. Julia heeft oranje haar, groene ogen en haar beste vrienden zijn Elmo en Abby Cadabby.
Ze is in 2015 geïntroduceerd als onderdeel van The Sesame Street and Autism: See Amazing in All Children initiative. Per 10 april 2017 verscheen ze voor het eerst in het reguliere Sesame Street.
Julia als karakter is ontstaan door een digitaal boek geschreven door Leslie Kimmelman genaamd: We're Amazing, 1, 2, 3! Bij het schrijven van dat boek heeft ze haar ervaringen gebruikt als moeder van een kind met autisme en de research en adviezen van mensen die ervaringen hebben met autisme.
Doordat het boek erg positief was ontvangen werd er besloten om van Julia een pop te maken die haar debuut maakte in aflevering 4715 van Sesame Street. Julia's poppenspeelster is Stacey Gordon wier zoon autisme heeft en zodoende gebruikt zij de ervaring van het opvoeden van haar zoon om Julia goed vorm te kunnen geven. Naast Sesame Street heeft Julia ook opgetreden in 60 Minutes, en komt ze met enige regelmaat voor in video's voor het account van Sesame Street.

## Nederland
Julia komt niet voor in de Nederlandse afleveringen van Sesamstraat want de NTR vindt dat er in Sesamstraat al voldoende aandacht wordt besteed aan kinderen met een beperking. Het gegeven argument daarvoor is: "Door de kinderen zelf bij de uitzending te betrekken, bijvoorbeeld bij het voorlezen. Dat doen we al sinds Sesamstraat bestaat".